# 10월 개혁

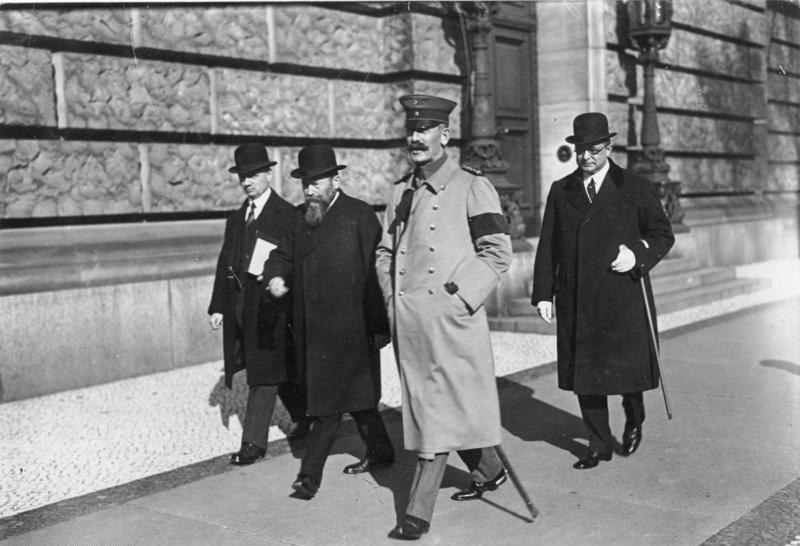
1918년 10월 3일, 국가수상 막스 폰 바덴(가운데, 밝은 코트 차림)이 국가의회로 향하는 모습

10월 개혁(독일어: Oktoberreformen)은 제1차 세계 대전이 끝날 무렵, 독일 제국을 의회군주제로 전환하는 내용을 담은 일련의 헌법 및 법률 개정이다. 특히 1918년 10월 28일에 발효된 이 개혁으로 인해, 국가수상(Reichskanzler)은 더 이상 황제에 의해 선출되는 것이 아니라, 국가의회의 신임에 따라 선출되게 바뀌었다.
1917년 초, 1871년 국가헌법을 의회 제도화하기 위한 첫걸음은 민주 정당 대표들이 국가정부에 참여하면서 시작되었다. 10월에 더욱 광범위한 개혁이 이루어진 이유는 독일이 전쟁에서 패배할 것이 임박했기 때문이었다. 당시 실질적 권력을 쥐고 있던 힌덴부르크와 루덴도르프 장군의 최상급육군지휘부(OHL)는 국가의 민주화가 반전파으로부터 더 나은 평화 조건을 이끌어낼 수 있기를 바랐다.
개혁은 다수사회민주당(현 사민당) 가톨릭 중앙당, 자유주의 좌파 성향의 진보인민당과 국민자유당의 지지를 받았다. 또 이들 모두는 황제가 임명했던 마지막 내각인 바덴 내각도 지지했다. 보수당과 독립사회민주당은 개혁에 반대표를 던졌다. 전자는 개혁이 급진적이라 생각했고, 후자는 특히 국가와 프로이센의 선거 개혁이 아직 완료되지 않았기 때문에 개혁이 충분치 않다고 생각했다.
그러나 개혁이 너무 늦게 이루어졌기 때문에, 이는 군주제에 별다른 유리한 영향을 미치지 못했다. 얼마 지나지 않아 발생한 11월 혁명으로 인해 11월 9일 공화국이 선포되고 얼마 후, 빌헬름 2세는 공식적으로 퇴위한다. 제국의 마지막 국가수상인 막스 폰 바덴 공은 사회민주당의 프리드리히 에베르트에게 정권을 넘겼다. 1919년 여름, 민주적이고 공화적인 바이마르 헌법이 마침내 비스마르크의 국가헌법을 대체하게 된다.

## 배경

### 제국의 정치 체제

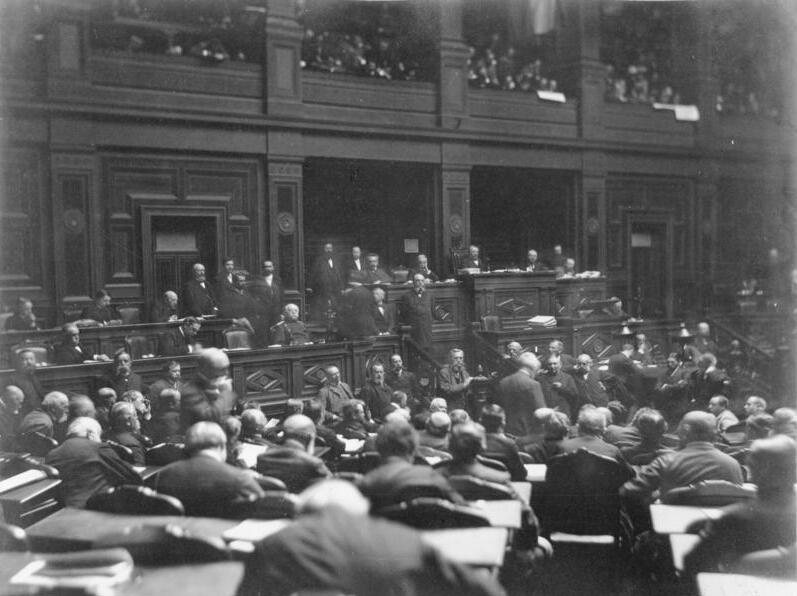
1889년, 라이프치히 슈트라세에 있는 국가의회 의사당

헌법에 따라 1867/1871년에 설립된 제국은, 프로이센 국왕이 연방 의장직을 맡았던 연방 형태의 왕자 연맹(Fürstenbund)이었다. 국가 원수로서 프로이센 국왕은 독일 황제라는 칭호를 사용했으며, 육군과 해군의 총사령관을 맡았다. 다른 헌법 기관으로는 연방주를 대표하는 연방상원과, 보편, 평등, 비밀의 원칙으로 남성이 참정권을 행사해 선출된 국가의회가 있었다. 비록 정부 업무는 국가수상이 수행했지만 의회의 책임은 없었으며 전적으로 황제만이 책임을 가졌다. 일반적으로 국가정부(Reichsleitung)라고 불리는 정부는 각 부처 장관이 책임지는 전형적인 내각제가 아니라 황제가 임명하는 수상과 국가관청을 이끄는 국무장관으로 구성되었다. 1878년 대표에 관한 법률(Stellvertretungsgesetz)이 제정된 이후, 국무장관이 제한된 범위에서 자신의 책임을 가지고 행동할 수 있게 되었다.
의회인 국가의회는 상당한 권한을 가지고 있었는데, 국가의회와 연방상원만이 법률을 발의할 수 있었다. 국제적으로도 드물지 않게, 모든 발의는 법적 효력을 얻기 위해 두 기관의 승인이 필요했다. 국가의회의 핵심적인 권한은 바로 국가 재정에 대한 예산 승인권이었다. 그러나 소위 7개년법의 틀 안에서 국가의회는 가장 큰 항목인 군비 지출에 대해 7년간 한꺼번에만 투표할 수 있었다. 따라서 국가의회는 육해군에 대한 의회 통제권을 제한된 범위 내에서만 행사할 수 있었다.

### 제1차 세계 대전

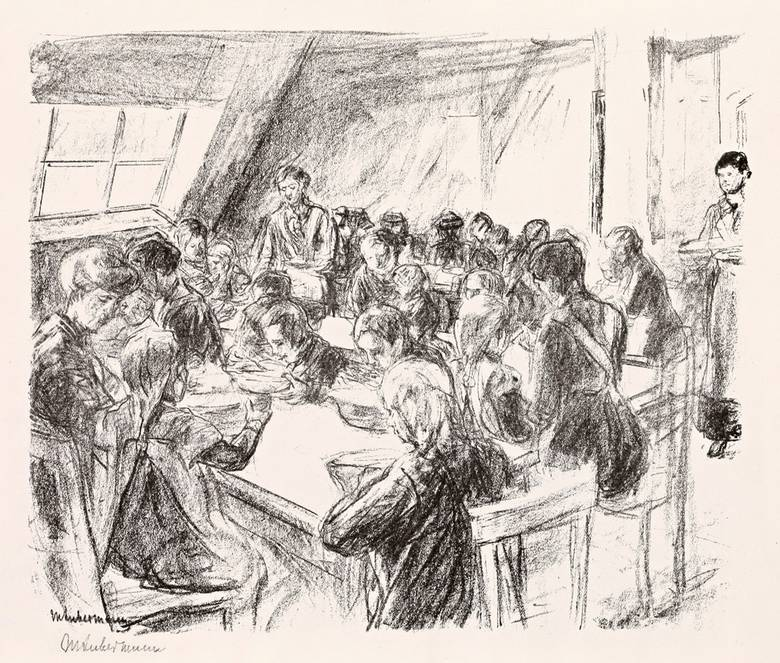
막스 리버만: 1915년에 그려진 킨더볼크슈케. 독일 일부 지역만이 적군에 의해 잠시 점령되었지만, 전쟁이 일상생활에 미친 영향은 극심했다.

1914년 제1차 세계대전이 시작되었을 때, 독일 사회민주당(SPD)을 비롯한 독일 국가의회 의원들은 전쟁 수행을 지지했지만, 항상 반대 입장이었다. 그러나 전쟁이 진행되면서, 제국의 정책을 따르려는 의지는 줄어들었다. 1917년 7월, 국가의회 다수파는 합의에 의한 조속한 평화를 요구하는 평화 결의안을 통과시켰다. 국가지도부가 정책을 바꾸도록 설득하는 것은 불가능했지만, 결의안을 지지하는 세력은 그 후에도 계속 협력했다. 이들의 협의체는 '정당 간 위원회'(Interfraktioneller Ausschuss, IFA)라고 불렸고 이미 연립정부와 비슷한 형태를 띠고 있었다. 여기에는 사회민주당 외에도 가톨릭 중앙당과 좌익 진보인민당도 포함되어 있었다.
1918년 하반기가 되자 독일의 상황은 최악으로 치달았다. 1918년 3월 말 독일 제국은 동부에서 평화 협정을 맺을 수 있었지만, 8월에 서부 전선이 붕괴되었다. 이는 미군의 부분적 전투 개입과 독일군의 전쟁 피로도 증가 때문이었다. 9월 말, 군사 지도자 파울 폰 힌덴부르크와 에리히 루덴도르프는 미국이 새로운 제국 지도부와 협상할 가능성이 높다고 믿고, "정당 간 위원회의 대표를 국가정부에 임명하여 유리한 평화 협정을 맺을 수 있도록 해야 한다"고 주장했다. 최상급육군지휘부에겐 또한 불리한 조약의 책임을 이들 당사자들에게 전가할 수 있는 기회로 여겨졌다.
막스 폰 바덴 공은 비당파였지만 자유주의자로 간주되어 1918년 10월 3일 국가수상으로 임명되었다. 장관진은 전임 수상 게오르그 그라프 폰 헤르틀링과 마찬가지로 부분적으로 정당 출신 정치인이었으며, 여기에는 사민당 출신도 있었다. 막스 폰 바덴 공은 카이저로부터 루덴도르프의 해임과 무제한 잠수함 전쟁의 중단을 얻어낼 수 있었지만, 미국은 국가의 민주화를 더 기대했다.

## 주해
1. ↑  제1차 세계 대전에서 전쟁 채권 발행에 대해 사회민주당 내 의견이 엇갈리며 독일 독립사회민주당이 갈라져나가자, 이 시기 동안 기존의 사회민주당이 사용한 공식 명칭이었다.
2. ↑  7개년법(독일어: Septennat)은 비스마르크 수상과 국가의회 간 군비 지출 자금 조달에 관한 타협으로, 국방예산을 7년마다 결정한다는 것이었다.